# Chi è causa del suo mal pianga sé stesso
Chi è causa del suo mal pianga se stesso è un antico proverbio, noto anche nella forma più arcaica "Chi è cagione del suo mal, pianga se stesso".

## Significato
Il significato mira ad ammonire colui che ha prodotto la causa del proprio danno: costui dovrà prendersela esclusivamente con sé stesso, e non addossare la responsabilità ad altri.

## Origine
La frase in questione è la versione in italiano moderno di un verso di Dante Alighieri, «credo ch’un spirto del mio sangue pianga la colpa che là giù cotanto costa», tratto dal XXIX canto dell'Inferno.

## Altre lingue
L'equivalente inglese è "As you make your bed, so you must lie in it", liberamente traducibile come "Così come rifai il tuo letto, devi anche dormirci". Quello tedesco è "Wie man sich bettet, so liegt man", "Wer der Grund seines Unglücks ist, beweine sich selbst". Quello olandese è "Wie zijn billen brandt, moet op blaren zitten".